# Манчестерская юридическая библиотека

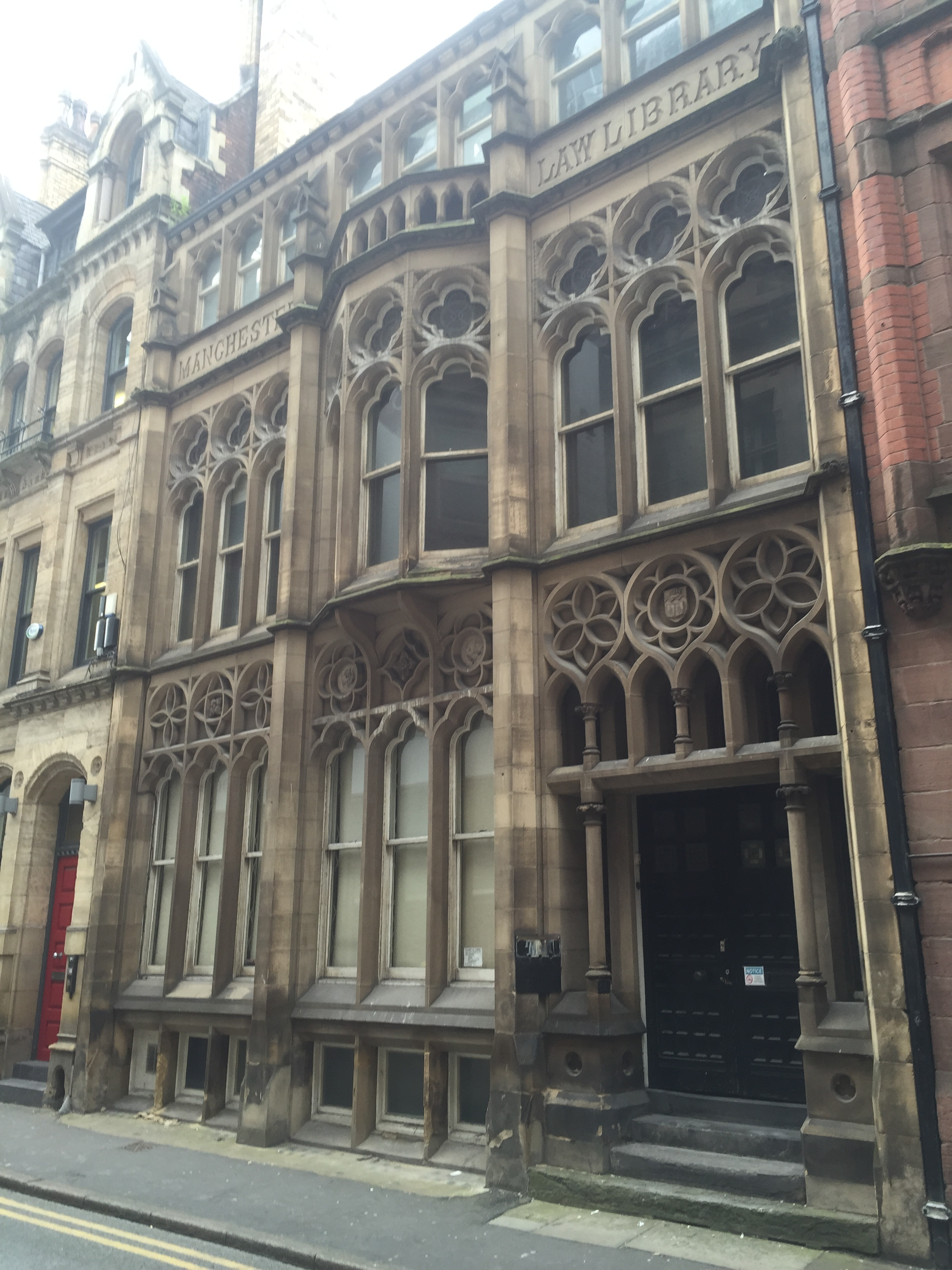
Юридическая библиотека Манчестера

Бывшая  Манчестерская юридическая библиотека является памятником архитектуры II степени  в стиле венецианской готики по адресу Кеннеди-стрит, 14, Манчестер. «Здание примечательно тем, что оно было построено для целей юридической библиотеки и, не считая Лондона и старых университетов, считается, что оно выполняло эту функцию дольше, чем любая другая провинциальная юридическая библиотека». 

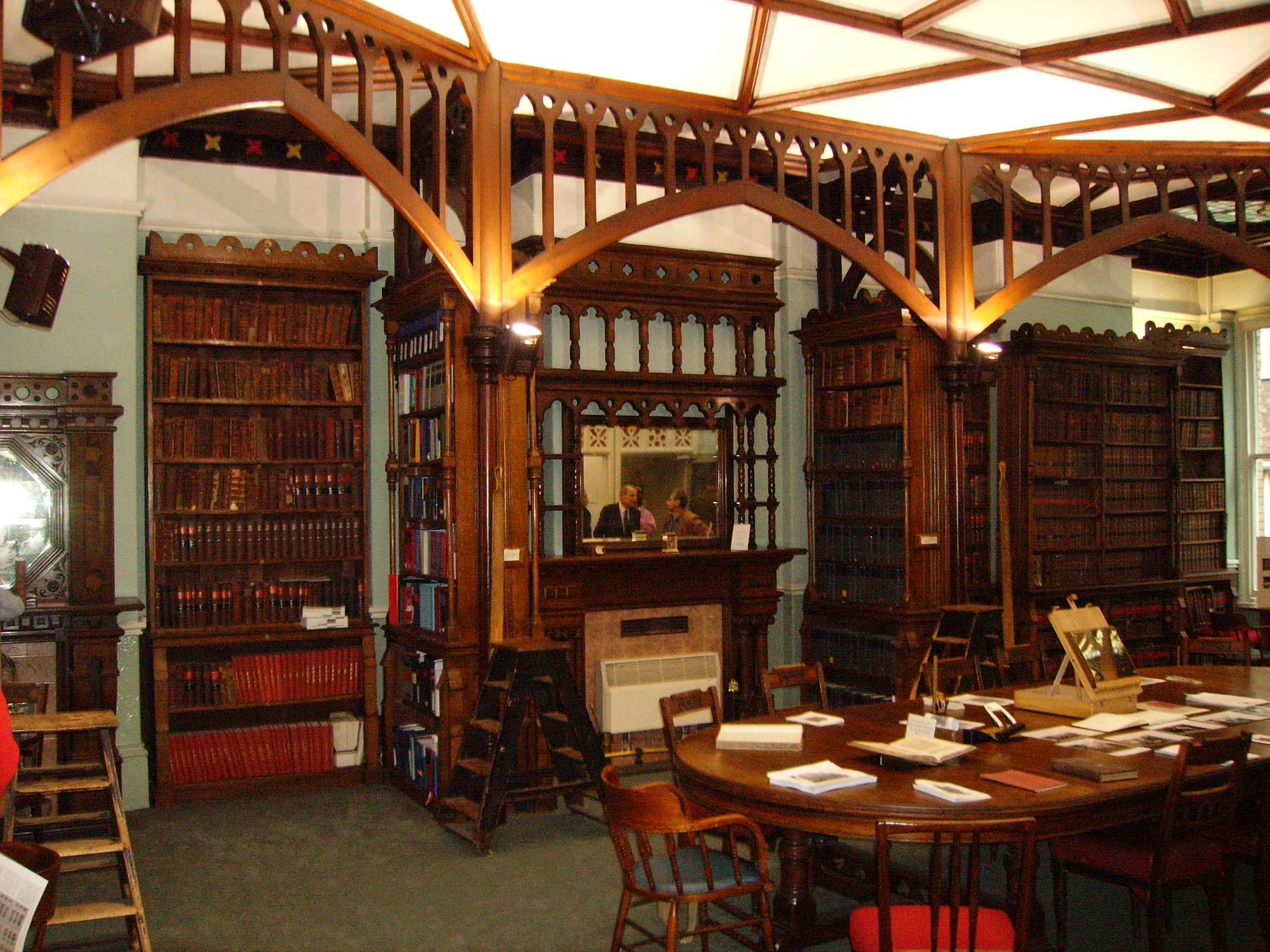
Читальный зал

Разработанная Томасом Хартасом  библиотека была построена Уильямом Холтом между 1884 и 1885 годами  чтобы обеспечить место для встреч и читальный зал Манчестерского общества юристов. Здание имеет прекрасный венецианский готический фасад, «три пролета, каждый из которых снова разделен на три с богато прорисованными и сильно лепными рамами до проемов».  Внутри библиотека находится на первом этаже, «теперь она обставлена мебелью двадцатого века  На первом этаже читальный зал «с большей частью (немного переделанной) красивой, оригинальной отделкой».  К ним относятся центральный дубовый стол, три камина и высокие книжные шкафы, некоторые из которых расположены под прямым углом к стенам, чтобы максимально увеличить доступное пространство для хранения. Примечательной особенностью является «витраж, в том числе три круга с изображениями судей в париках».  Офисы находятся выше.
Томас Хартас - архитектор, о котором мало что известно. Веб-сайт юридического библиотечного общества Manchester Incorporated описывает его как «известного»  хотя трудно определить, откуда происходит его слава, поскольку библиотека, похоже, является его единственным задокументированным зданием. Хартас также не имеет записи в Справочнике британских архитекторов RIBA 1834-1914 гг., который представляет собой исчерпывающий обзор практикующих архитекторов того периода.
В 2015 году здание было выставлено на продажу. Юридическая библиотека переехала в новое помещение на Динсгейте, где она остается частной библиотекой, открытой только для подписавшихся членов юридической профессии.